# 美國專業新聞記者協會
專業新聞記者協會（Society of Professional Journalists），是美国最古老的新聞工作者代表组织。它于1909年4月17日在德葩大学成立 ，其章程由威廉·迈哈瑞·格伦（William Meharry Glenn）设计。 該組織在美国拥有近300个分会。